# Roça

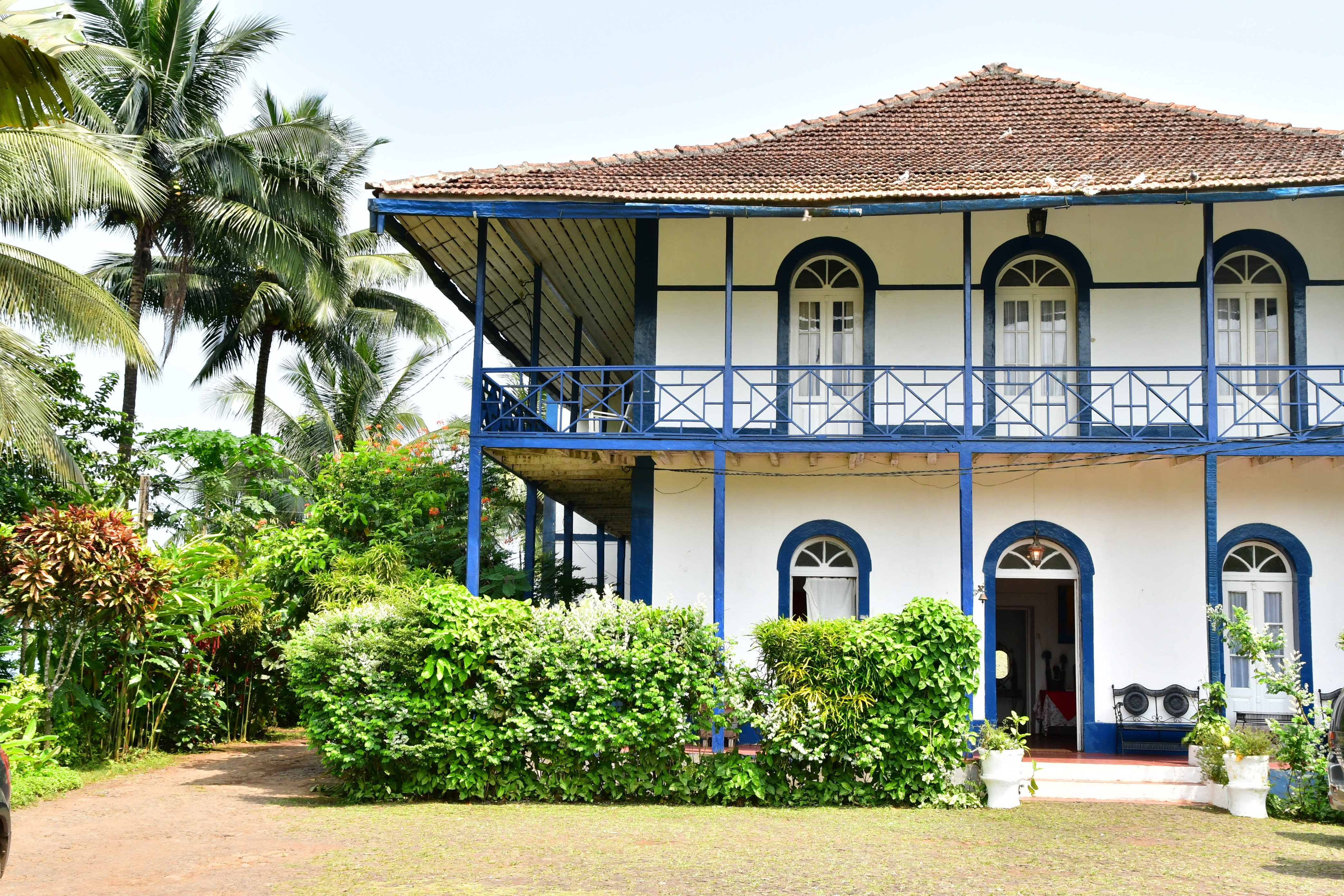
Roça S.João de Angolares na Wyspie Świętego Tomasza.

Roça – kolonialna posiadłość ziemska (plantacja) na Wyspach Świętego Tomasza i Książęcej. 
Na przełomie XIX i XX wieku na Wyspach Świętego Tomasza i Książecej funkcjonowało około 150 plantacji. Posidałości te zostały utworzone przez Portugalczyków do produkcji kakao oraz kawy. Były samowystarczalnymi gospodarstwami rolnymi, działającymi w dużej mierze poza zakresem administracji kolonialnej. Największe z nich zatrudniały kilka tysięcy osób i posiadały własne kościoły, szpital i tory kolejowe. Jednocześnie były niezależnymi podmiotami w produkcji żywności i zapewniały mieszkania dla robotników. Pierwszymi pracownikami na tych plantacjach byli niewolnicy pochodzący z krajów środkowoafrykańskich, którzy zniesieniu niewolnictwa stali się robotnikami kontraktowymi. Po uzyskaniu przez Wyspy niepodległości w 1975 r. około 200 plantacji zostało znacjonalizowanych. Brak kolejnych inwestycji i spadek produkcji spowodowały, że wiele obiektów popadło w ruinę.
Termin „roça”, który był odpowiednikiem brazylijskiej fazendy i hacjendy w krajach hiszpańskojęzycznych na Wyspie Świętego Tomasza:
- opisywał gospodarstwo i jego lokalizację
- opisywał system produkcji[2].

Jednocześnie nabrał tu charakteru wyrazistego i tożsamościowego, gdyż opisywał rolniczo-społeczny systemem własności ziemskiej, skłaniający się ku monokulturze (kakao i kawa), który osiągnął swój szczyt na przełomie XIX i XX wieku.